# 타임아웃 (컴퓨팅)

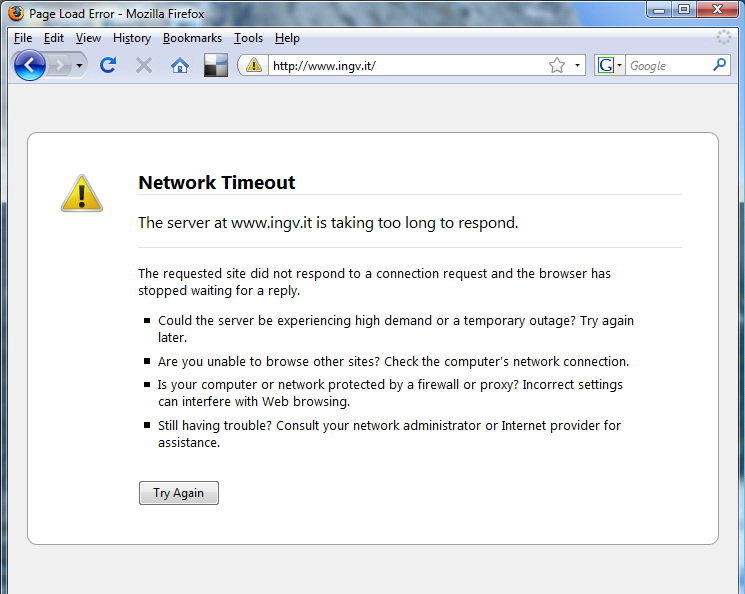
네트워크 타임아웃이 발생하여 웹 브라우저가 페이지를 불러오지 못하고 있다

전기 통신과 관련 공학(컴퓨터 네트워크, 프로그래밍) 분야에서, 타임아웃(timeout, time-out)이라는 용어는 여러 의미를 내포한다:
- 강제된 사건과 관련한 네트워크 파라미터. 미리 정해둔 지연된 시간에 도달할 때 발생하도록 설계된다.
- 다른 지정된 이벤트가 먼저 발생하지 않았을 경우 특정 이벤트가 발생하기 전 시스템의 지연을 허용할 특정한 시간. 어떠한 경우에서든 이 시간은 이벤트가 발생하면 종료된다. 참고: 타임아웃 조건은 적절한 타임아웃 취소 신호를 수신하면 취소할 수 있다.
- 다른 특정 이벤트의 발생이 시작한, 미리 정해둔 시간의 끝에 발생되는 이벤트. 타임아웃은 적절한 신호에 의해 중단시킬 수 있다.

타임아웃은 자원 소모에 관심을 둔 에이전트로부터 추가적인 소통을 하지 않고 제한된 자원을 효율적으로 사용할 수 있게 허용한다. 기본 개념은 무한정 기다리는 것이 아닌, 시스템이 무언가를 발생할 것을 기다려야 하는 상황에서 타임아웃 시간이 지연된 이후 대기를 중단시키는 것이다. 이는 추가 경고가 쓸모없게 되고 다른 기타 조치가 필요하다는 추측에 기반한다.
다른 예는 다음과 같다:
- POP 연결에서 일반적으로 서버는 특정한 비활동 시간(타임아웃 시간) 이후 클라이언트 연결을 닫는다. 이는 클라이언트가 충돌하거나 네트워크가 다운되는 경우 연결이 영원히 지속되지 않음을 보장한다. 개방된 연결은 자원을 소비하며 다른 클라이언트가 동일한 편지함에 접근하는 것을 막을 수 있다.
- HTTP 영구 접속에서, 웹 서버는 CPU 타임과 메모리를 소비하는 개방된 연결을 절제한다. 웹 클라이언트는 "요청 완료" 신호를 보낼 필요가 없다. 연결은 비활성 5분 후 닫힌다.(타임아웃) 이는 연결이 영구적이지 않도록 하는 것을 보장한다.
- 타이머 기능이 있는 라이트 스위치의 경우 에너지와 램프의 수명이 절약된다. 사용자는 스위치를 수동으로 끌 필요가 없다.
- 태블릿 컴퓨터와 스마트폰은 사용자 입력이 없는 특정 시간 이후 백라이트를 끈다.
- 전자 텍스트 기반 고객 관계 관리 소프트웨어 도구에서 스레드는 시간 기반에서 자동으로 닫힐 수 있으며 이로써 작업자들이 탐색 시간을 절약할 수 있게 한다. 고객은 "난 완료했다" 신호를 보낼 필요가 없다.

## 같이 보기
- 인간-컴퓨터 상호작용